# الانتخابات العامة الأرجنتينية سبتمبر 1973
الانتخابات العامة الأرجنتينية سبتمبر 1973 هي انتخابات رئاسية جرت في 23 سبتمبر 1973، في الأرجنتين، لانتخاب رئيس الأرجنتين.
فاز بالانتخابات خوان بيرون.

## معرض صور

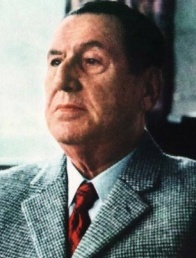
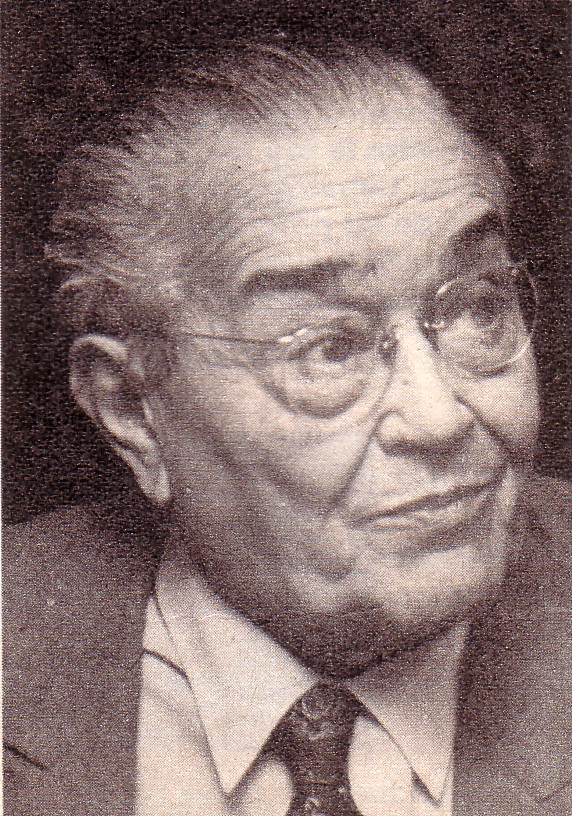
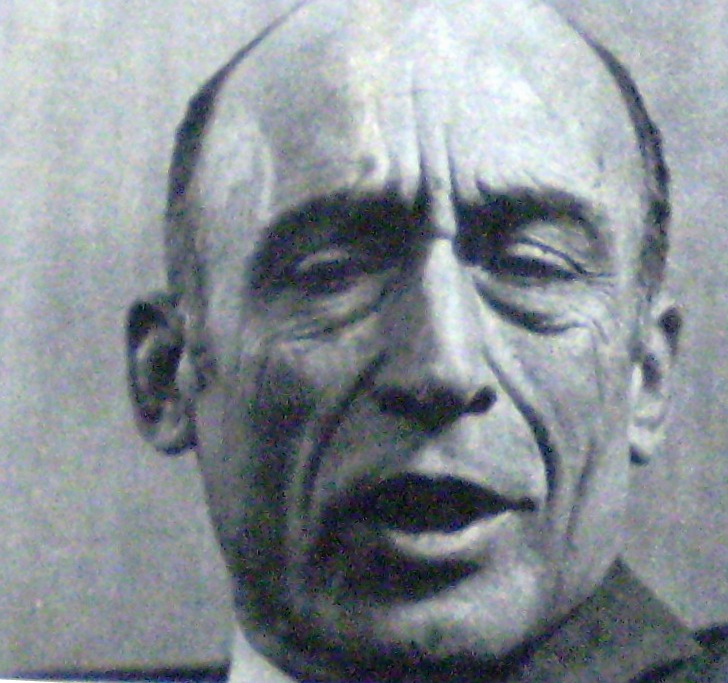